# モバイルPASMO
モバイルPASMO（モバイルパスモ）は、株式会社パスモ（パスモ）が提供する、同社が発行するIC乗車カードであるPASMOの機能を搭載したスマートフォン用モバイルアプリケーション（アプリ）およびそれを用いたサービスである。
おサイフケータイ対応のAndroidデバイス向けの「モバイルPASMO for Android」(以下for Android)と、Apple Pay対応のiPhoneとApple Watch向けの「Apple PayのPASMO」(以下for Apple Pay)がある。

## 概要
2020年（令和2年）3月18日におサイフケータイ対応のAndroidスマートフォンを対象としてfor Androidのサービスを開始した。サービス開始（2020年3月18日）の時点では、iPhoneやApple Watchに搭載されているApple PayでのモバイルPASMO対応については発表されていなかったが、同年8月6日に2020年中の対応を発表し、10月6日にfor Apple Payのサービスを開始した。2022年9月28日にはGoogle Payでの決済にも対応している。
交通系ICカード全国相互利用サービス対応ICカードのモバイルアプリ化（おサイフケータイ対応）としては東日本旅客鉄道（JR東日本）が2006年（平成18年）にサービスを開始したモバイルSuicaに次ぐものである。モバイルSuicaではPASMOエリアの定期券の発行に制約があるため、私鉄沿線住民を中心にPASMOのおサイフケータイ対応を望む声があったが、FeliCaの技術的制約や、複数事業者の寄り合いであるPASMO協議会の事情によりサービス提供は難しいのではないかとの意見もあり、これらの問題が解決したことによりサービスが開始されることとなった。

## 機能
以下、明記のないものは公式サイトを出典として記述している。

### 基本機能
ICカード型のPASMOカードと同様に、PASMOに対応している自動改札機などを利用して私鉄やバス、JRなどの交通機関に乗車できる機能や、駅構内（駅ナカ）・街中（街ナカ）の店舗や自動販売機での支払い、現金によるチャージができる電子マネー機能がある。
モバイルPASMOでは、これに加えて、スマートフォンの機能を利用した、残額・利用履歴・バス利用特典サービス（バス特）のポイントやチケット等の確認、クレジットカードによるオンラインチャージ（入金）や鉄道定期券・バス定期券のオンライン購入などの機能が提供されており、ICカード型より利便性が向上している。
ただしPASMOカードで利用できる他社サービスのうち、Suicaグリーン券の発行、EX-ICカードのIC乗り継ぎサービスには非対応。また構造上、一部の自動券売機での現金チャージにも対応していない。
なお、モバイルPASMOの発行、会員登録、年会費はクレジットカード登録の有無や種類に問わず無料である。ただし、for Apple PayでWalletを使って新規発行をする場合は1000円の初回チャージが必要。

### モバイルPASMOの種類
モバイルPASMOは会員登録及びクレジットカード登録の有無により以下の機能の差が生じる。
無記名PASMO
会員登録を行わないモバイルPASMOで、無記名式カード型PASMOに相当。
利用できる機能が「電子マネー残高による決済（交通機関利用及びショッピング）」「現金チャージ」「バス利用特典サービス（バス特）の利用」「機種変更手続き」に限定される。
クレジットカード登録は出来ない。また、定期券も搭載できない。
記名PASMOへの切り替えは可能だが、記名PASMO／PASMO定期券を無記名PASMOに直接切り替えることは出来ない（一旦モバイルPASMO会員を退会して新規登録の手続きとなる）。
記名PASMO（クレジットカード登録なし）
会員登録を行ったモバイルPASMOで、記名式カード型PASMOに相当。
無記名PASMOの機能に加え、紛失・故障時の再発行並びに定期券機能（PASMO定期券）の設定が可能になるほか、退会時の電子マネー(SF)の払い戻しをアプリ上で実施できる。
for Apple Payでの会員登録にはPASMOアプリが必要。
記名PASMO（クレジットカード登録あり）
上記に加えて端末操作でのオンラインチャージ、定期券機能（PASMO定期券）の設定／購入及び同一事業者内での区間変更が可能となる。
登録するクレジットカードは、クレジットカード発行会社が提供する3Dセキュア対応のクレジットカードである必要があり、モバイルPASMOアプリにクレジットカード登録する際に3Dセキュアによる本人認証が必要である。
なお、割引運賃（小児運賃、障がい者運賃など）に対応したモバイルPASMOは用意されていない。

### 乗車券や電子マネーとしての利用
無記名PASMO、記名PASMOともに、ICカード型のPASMOカードと同様に、PASMO対応の鉄道事業者やバス事業者で利用可能であり、Suicaエリア及び首都圏以外での相互利用も可能である。

### 定期券としての利用
記名PASMOでは通勤定期券の発行に対応するほか、13歳以上かつ、大学生・専門学校生・中高生の通学者に限り通学定期券にも対応する。鉄道事業者を跨いだ連絡定期券や、一部事業者が発行している二区間定期の発行にも対応している。for Apple Payでの定期券の新規購入、区間変更、払い戻しにはPASMOアプリが必要。

### 現金チャージ
無記名PASMO、記名PASMOともに、ICカード型のPASMOカードと同様に可能であるが、チャージ機のカード取扱箇所の形状などにより、モバイルPASMOにチャージできない場合がある。また、駅以外にも交通系ICカードの取り扱いを行っているコンビニエンスストアやセブン銀行ATMでも現金チャージが可能である。

### クレジットチャージ
モバイルPASMOに登録されているクレジットカードによってチャージを行う。1回のチャージ額は500円もしくは1,000円単位で1万円まで。
for Apple PayではWalletからのチャージにも対応している。その際の1回のチャージ額は100円以上1円単位で1万円まで、カード作成時のみ1000円。

### オートチャージ
カード型PASMOのオートチャージ設定に準じたオートチャージ機能が利用できる。すなわち、PASMOオートチャージサービスが設定された記名型PASMOからモバイルPASMOに移行した場合、もしくはモバイルPASMOアプリ上から会員登録を行い、さらにオートチャージ設定を行った場合にオートチャージ機能が利用可能になる。
対応するクレジットカードはカード型同様PASMO協議会に参加する事業者の関連クレジットカードに限定されており、新規登録の場合はクレジットカード会社とパスモの所定の審査があるために登録後約3週間で利用可能となる。
なお、チャージや定期券購入に使用するクレジットカードとは別に登録するため、それらに使用するクレジットカードとは別であっても構わない。

### ポイントサービス
ICカード型のPASMOカード同様、バス利用特典サービス(バス特)サービスに対応しており、アプリ上でポイントや保有チケットの確認ができる。なお、バス利用特典サービスは2022年3月31日をもって全ての事業者でサービスを終了している。
また、サービス開始から2020年6月30日までは政府のキャッシュレス・消費者還元事業によるPASMOキャッシュレスポイント還元サービスに対応していた。
各鉄道事業者などが実施するポイントサービス（主に回数乗車券終了後の後続サービス）は各社での扱いとなり、モバイルPASMOアプリ上で確認できない場合がある。

### PASMOカードからの移行
for Androidのサービス開始当初はPASMOカードからの移行は出来なかったが、2020年8月28日に「記名式PASMO」と「PASMO定期券」をモバイルPASMOに移行可能になった。登録に当たっては、カード型PASMOのID番号（カード裏面に記載された17桁の英数字）をアプリに入力することで移行が行われる。モバイルPASMOへの移行当日は定期券情報のみ利用可能で、チャージ残高やオートチャージ設定は翌日に移行される。
for Apple Payではサービス開始時よりWalletを使用してのPASMOカードの移行に対応しており、カードを直接スマートフォンに重ねて残高等の移行が行われる。

### サービス提供時間
交通やショッピングにおけるSF利用並びに現金でのチャージに関しては24時間対応であるが、以下のサービスは深夜に利用不可となる時間帯がある。
- 会員情報関連（会員情報の登録・変更、クレジットカード関係）、バス利用特典サービス情報照会：2:00-4:00は利用不可
- カード発行関連（利用履歴確認、再発行、カード型PASMOからの移行）：0:50-5:00は利用不可
- 定期券関連、退会手続き：23:45-翌日5:00は利用不可

## 対応機種

### for Android
サービス開始時点では各スマートフォン発売開始時にAndroid OSバージョン6.0以上がインストールされているおサイフケータイ対応の機種が対応する。具体的な対応機種は上記サイトのリストを参照。
機種の発行時期や性能により、以下の3種類に分類される。
1. 「モバイルSuica」と「モバイルPASMO」を同梱可能な機種（各1枚のみ発行可能）。
2. 「モバイルSuica」と「モバイルPASMO」のいずれか一方のみ使用可能な機種。
この場合、既にモバイルSuicaを使用している端末でモバイルPASMOを使用する場合は、モバイルSuicaを退会の上でICチップ内のモバイルSuicaの情報を削除する必要がある[注 5]。モバイルSuicaアプリをアンインストールするだけではICチップ内の情報の削除ができない。またGoogle PayのSuica及び楽天ペイのSuicaの退会にはモバイルSuicaアプリが必要。
3. 「モバイルSuica」にのみ対応（「モバイルPASMO」非対応）の機種。既にモバイルSuicaのサービス終了が予告されている機種も含まれる[20]

### for Apple Pay
サービス開始時点では、iOS 14.0がインストールされたiPhone 8以降、またはwatchOS 7.0がインストールされたApple Watch Series 3以降に対応している。モバイルPASMOの利用には、各端末にFace ID、Touch IDまたはパスコードの設定が必要。
Apple Payでは1台のiPhone、Apple WatchにSuicaとPASMOを複数登録できる。

## 利用方法
「for Android」版、Apple Pay 版共にアプリを起動後、新規にPASMOを発行するか、既存の（カード型）PASMOを移行するかの選択が行われる。後者の場合、初回起動時にカード型PASMOのID番号を入力し、正しく移管作業が行われれば、切り替え設定を行うことになる。それ以外は基本的に従前のICカード形PASMOの使い方と同じに扱われる。

### モバイルPASMOとモバイルSuicaのメインカード切り替え
モバイルSuicaとモバイルPASMOを同梱可能な機種では、改札機や電子マネーの支払い端末にスマートフォンをかざした際に使用するモバイルPASMOとモバイルSuicaの切り替え設定が必要となる。この操作は、「おサイフケータイ アプリ」の画面上の「メインカードを切り替える」をタップして表示される画面で「メインカードにする」をタップする操作となる。
なお、メインカード切り替え操作は、モバイルPASMO・モバイルSuicaの両方1枚ずつを発行している場合に限らず、どちらか1枚のみを発行している際でも、操作が必要となる場合がある。改札機や電子マネーの支払い端末にスマートフォンをかざして反応がない場合などには、「おサイフケータイ アプリ」の画面上の「メインカードを切り替える」をタップして表示される画面上で、使用するものが「メインカード」になっているか確認する。もし、メインカードになっていない場合は「メインカードにする」をタップしてメインカードにしておく。

### 各種新幹線チケットレスサービスに登録するID番号
モバイルPASMOアプリの画面上の丸囲みの「i」マークをタップして表示される画面にある「PASMO ID番号」(PBから始まる17桁の英数字)となる。

### モバイルPASMOの退会（払いもどし）後の同一スマートフォンでのモバイルPASMOの発行
記名PASMOをモバイルPASMOアプリの「定期券購入・PASMO管理」の画面から「このPASMOを払いもどす」をタップして、退会（払いもどし）した後、同一スマートフォンでモバイルPASMOを改めて発行する場合は、翌朝5:00以降に、まず、「おサイフケータイ アプリ」を起動し、「メインカードを切り替える」をタップして操作し、「おサイフケータイ アプリ」からモバイルPASMOのカードの表示が消えてから、モバイルPASMOアプリを起動して、発行する。
翌朝5:00までは、モバイルPASMOアプリの画面上や「おサイフケータイ アプリ」画面上にグレイアウトしたモバイルPASMOカードが表示される。翌朝5:00以降に、「おサイフケータイ アプリ」を起動し、「メインカードを切り替える」をタップして操作し、「おサイフケータイ アプリ]」からモバイルPASMOのカードの表示が消える。その後でないと、モバイルPASMOアプリ上で改めてモバイルPASMOを発行することはできない。
なお、モバイルPASMOの退会（払いもどし）の手続きをモバイルPASMOアプリからではなく、会員メニューサイトや会員専用退会・払いもどし専用の申請フォームから行った場合、退会処理が受け付けられた後、まず、「おサイフケータイ アプリ」でモバイルPASMOのカードが「状態を更新する」の表示となっていることを確認し、「状態を更新する」をタップし、「しばらくお待ちください」の表示になることを確認する。次に、退会完了の翌朝7:00以降に、「おサイフケータイ アプリ」を起動し、「メインカードを切り替える」をタップして操作し、「おサイフケータイ アプリ」からモバイルPASMOのカードの表示が消えた後、バイルPASMOアプリ上で改めてモバイルPASMOを発行することができる。

### モバイルPASMOの複数枚利用
「for Android」版で登録可能なモバイルPASMOは「1つのGoogleアカウントにつき1枚」となっており、1台のスマートフォンに複数のモバイルPASMOアカウントを登録することはもちろん、同一のGoogleアカウントを持つ複数台のスマートフォンで別のモバイルPASMOを登録することが出来ない。
Apple Pay版の場合は1つのApple Accountに対して8枚までPASMOを発行することが出来る。1つのWalletアプリに紐付けできるPASMOは他の決済手段（Suicaなど）を合わせて12枚まで。

### Google Payで使用するGoogleアカウント
Google Payで使用するGoogleアカウントと、モバイルPASMOアプリ、または、「おサイフケータイ アプリ」での「おサイフケータイ アプリ アカウント連携」で指定するGoogleアカウントとは、同一のGoogleアカウントにしておくことが強く推奨される。
Google Payで使用するGoogleアカウントは特に個別に指定しない場合、PlayストアなどGoogleサービスで普段使用しているアカウントとなる。したがって、モバイルPASMOアプリ、または、「おサイフケータイ アプリ」での「おサイフケータイ アプリ アカウント連携」で指定するGoogleアカウントは、Google Payを併用する場合、特に必要のない限り、PlayストアなどGoogleサービスで普段使用しているアカウントと同じアカウントにしておくことが強く推奨される。

## 沿革
- 2006年（平成18年）
  - 12月21年 PASMO協議会、株式会社パスモより、2007年3月18日(日)に交通ICカード「PASMO」を鉄道23事業者、バス31事業者でサービス開始を発表[24]。同日、SuicaとのIC乗車券・電子マネーの相互利用サービスも開始することを発表[25]。
- 2007年（平成19年）
  - 3月18日 交通ICカード「PASMO」サービス開始
- 2017年（平成29年）
  - 9月13日 「モバイルPASMO」が株式会社パスモより商標出願（商標出願2107-122035）
- 2020年（令和2年）
  - 1月21日 2020年春、モバイルPASMOの提供開始をPASMO協議会が発表[26]。
  - 3月10日 2020年3月18日(水)にモバイルPASMOサービススタートをPASMO協議会が発表[27]。
  - 3月18日 「モバイルPASMOアプリ」のGoogle Playストア配信開始[28]をもって、「モバイルPASMO」サービス開始。13年前のICカード型「PASMO」サービス開始と同じ日のサービス開始となる。
  - 10月6日 モバイルPASMOのサービスをiOS（Apple Pay）搭載端末向けに提供開始[1][2][3][4]。